# アドリアナ・ベアール
アドリアナ・ベアール（Adriana Brandao Behar、女性、1969年2月14日 - ）はブラジルの元インドアバレー・ビーチバレーボール選手である。シドニーオリンピック・アテネオリンピック二大会連続銀メダリスト。ベアールは同世代のビーチバレーボール選手の中で最も傑出したプレーヤーの一人である。
ベアールは1969年にリオデジャネイロでユダヤ人の家系に生まれ、10歳でフィギュアスケートを始め、13歳でインドアバレーボールを始めた。ナショナルチームメンバーにも選出され、ポルトガルで1シーズン、イタリアで2シーズンプレーするなど活躍したが、1992年に帰国しビーチバレーボールに転向した。1993年にAna Richa（英語版）とのペアで、ブラジルのビーチバレーボールサーキットに参戦した後、翌年からMagda Limaとのペアでビーチバレーボールワールドツアーに本格参戦した。
1996年にパートナーにシェルダ・ベデを迎えると、1997年から2001年まで5年連続でワールドツアー年間王者に輝き、ビーチバレーボール世界選手権二連覇やオリンピック二大会連続銀メダルなど輝かしい戦績を残した
。
2010年、アドリアナ・ベデ組はペアとして初めてバレーボール殿堂入りの栄誉に浴した。

## 戦績
- オリンピック - 2000年 銀メダル、2004年 銀メダル
- 世界選手権 - 1997年 銅メダル、1999年 金メダル、2001年 金メダル、2003年 銅メダル